# Vlad cel Tânăr
Vlad cel Tânăr sau Vlăduț (n. 1488 – d. 23 februarie 1512, București, Țara Românească) a fost domn al Țării Românești între 
februarie 1510 - ianuarie 1512, fiu al lui Vlad Călugărul și a celei de a doua soții, Maria (călugărită sub numele de Eupraxia).

## Biografie
În primul an de domnie, Vlad cel Tânăr caută să își consolideze relațiile cu Regatul Maghiar punându-se sub suzeranitatea lui Vladislav al II-lea Jagiello, așa cum reiese dintr-o diplomă din 17 august 1511 în care se intitulează "Noi, Vlad, din mila lui Dumnezeu voievod transalpin, recunoaștem că domnul nostru preaîndurător, Vladislav, s-au milostivit a ne întări în domnia noastră părintească și de moștenire". Acest lucru confirmă reluarea relațiilor echilibrate în diplomația Țării Românești, asigurând, cel puțin pentru moment, liniște la graniță.
În interior încearcă o apropiere de puternica familie a Craioveștilor care se presupune că deja pregăteau pe viitorul domn, Neagoe Basarab. În încercarea de a elimina orice posibilă intervenție a pașelor otomane de la Dunăre, Vlăduț alege ca jurămintele de credință să fie făcute în fața lui Mehmet Beg, puternicul prinț otoman urmaș el însuși al Basarabilor. Astfel Craioveștii în frunte cu Neagoe, vătaful de vânători, jurară că "De vom umbla noi cu vicleșug și de nu vom sluji domnului nostru Vladului Voievod în dreptate, să piiarză neamul și numele nostru dintr-această țară în veci[...]" ("Biografia patriarhului Nifon", în "Arhiva istorică", I, 2, p. 141). La rândul său voievodul îi asigură că "[...]nu va face nici un rău acelui neam[...]".
În timpul domniei acestui voievod se tipărește în spațiul românesc a II-a carte românească în istoria literaturii române, numită Octoihul, de către ieromonahului Macarie 1510-1512” (Sfânta Mânăstire Bistrița aflată în satul Bistrița aparținând de comuna Costești din județul Vâlcea).
Cartea este scoasă de sub teascurile tiparului la 26 august 1510.
Octoihul este cea de a doua carte apărută în Țara Românească, “prin osârdia ieromonahului Macarie”. Locul tipăririi cărții, este tipografia ce funcționa în mănăstirea Bistrița din Oltenia.
Octoihul este o carte voluminoasă, numărând 200 de file, grupate în 25 de caiete, cu 22 de rânduri pe pagină.
Ca și în cazul Liturghierului, meșterul tipograf ce realizează Octoihul din 1510 este același ieromonah Macarie ce aparține grupului de tineri transilvăneni plecați în străinătate să deprindă arta tiparului după cum adeveresc documentele de epocă.
Octoihul din 1510 este o lucrare deosebită ce aduce contribuții însemnate la istoria începutului tiparului românesc.
Cu toate aceste frumoase jurăminte, relațiile dintre domn și puternica familie de feudali se înrăutățesc spre sfârșitul anului, aceștia din urmă trec Dunărea și solicită sprijinul armat lui Mehmed Beg, invocând o presupusă tentativă de arestare și executare a lui Neagoe. În ianuarie 1512, trupele otomane invadează Țara Românească îndreptându-se spre București. Voievodul le iese în întâmpinare, și "[...]s-au bătut la Văcărești, den jos de București, și bătându-l, l-au prins viu și i-au tăiat pașa capul, supt un păr în București[...]" (Stolnicul Constantin Cantacuzino "Istoria Țării Românești" în "Cronicari munteni", vol.III, București, 1984, p. 93-94). După unele versiuni din cronicile muntene descriind viața patriarhului Nifon și după însuși spusele sale, cel ce l-a decapitat a fost chiar viitorul voievod.
Trupul este dus și înmormântat cu fast la necropola domnească de la Mănăstirea Dealu de către Neagoe Basarab care va regreta acest episod tragic toată viața. Pe piatra de mormânt, inscripția laconică este rezumatul perfect al vieții și al domniei acestui voievod obscur: "În anul 1512, ghenarie 23, au răposat robul lui Dumnezeu, Io Vlad voievod, fratele lui Io Radu voievod, fiul prea bunului și prea marelui Io Vlad voievod. Și într-al 26 (sau 16 n.t.) al vârstei șezu pe scaunul domnesc. Și a venit domn Io Basarab voievod și, fiind luptă, au tăiat capul lui Vlad voievod în cetatea București".